# رژیم پیشین

لوئی چهاردهم، که در زمان زمامداری او رژیم پیشین به سلطنت مطلقه رسید.

رژیم پیشین (فرانسوی: [ɑ̃sjɛ̃ ʁeʒim]") یا رژیم باستان سیستم سیاسی اجتماعی پادشاهی فرانسه از قرون وسطی تا انقلاب فرانسه در سال ۱۷۸۹ بود که با پایان آن حکومت وراثتی و سیستم ارباب رعیتی در فرانسه نیز پایان یافت.